# 大滝村 (富山県)
大滝村（おおたきむら）は、かつて富山県西礪波郡にあった村。現在の高岡市福岡町の西南部の大滝地区にあたる。

## 沿革
- 1889年（明治22年）4月1日 - 町村制の施行により、礪波郡大滝村の区域の一部、木舟村、柳川村、開馞（かいほつ）村、本領八百村、荒屋敷村の区域の一部及び下向田村の区域の一部の区域をもって、礪波郡大滝村が発足する。
- 1896年（明治29年）3月29日 - 郡制の施行のため、礪波郡が分割して、西礪波郡が発足により、西礪波郡に所属となる。
- 1940年（昭和15年）2月11日 - 西礪波郡福岡町、大滝村及び山王村が合併して、西礪波郡福岡町を発足する。
- 2005年（平成17年）11月1日 - 高岡市及び西礪波郡福岡町が合併して、高岡市が発足する。